# Љубомир (име)
Љубомир је мушко име словенског порекла које се највише користи у јужнословенским земљама.. Настало је из речи „љубити“ и „мир“, па означава онога који воли мир. 
На просторима Балкана један од најраније познатих је унук свештеника Стефана, родоначелника династије Немањића из 12. века. Због мудрости и јунаштва, бан Хума га је поставио за жупана у жупи Трново, која је потом по њему добила назив. На простору некадашњег Хума, два насеља носе овај назив; Врпоље Љубомир и Шћеница Љубомир. 
Женски облици су имена Љубомирка и Љубомира, а западнословенска и источнословенска варијанта је Лубомир.

## Популарност
У Словенији је ово име 2007. било на 212. месту по популарности.